# Paul Hawkins
Robert Paul Hawkins (Melbourne, 12 ottobre 1937 – Oulton Park, 26 maggio 1969) è stato un pilota di Formula 1 australiano,  morto in un incidente durante la gara automobilistica del Tourist Trophy sul Circuito di Oulton Park nel 1969.

## Carriera
Figlio di un pilota motociclistico dedicatosi poi alla religione, Hawkins cominciò a correre con le berline in Australia, per poi trasferirsi in Europa insieme all'amico Frank Gardner in F3 inglese negli anni sessanta.
Nel 1965 fece il suo debutto in Formula 1 al Gran Premio del Sudafrica non andando oltre il nono posto. Al successivo appuntamento di Monaco fu protagonista di un singolare incidente divenendo l'unico pilota insieme ad Alberto Ascari a cadere nelle acque del porto con la propria vettura. Prese parte alla sua ultima gara in Formula 1 in Germania, ritirandosi.
Dopo questa esperienza si dedicò alle gare per vetture sport, ottenendo diversi successi tra cui il più importante fu la vittoria della Targa Florio nel 1967. Morì però nel 1969 durante il Tourist Trophy schiantandosi contro un albero.

## Risultati in Formula 1
| 1965 | Scuderia                  | Vettura                 |   |    |  |  |  |  |     |  |  |  |  | Punti | Pos. |
| ---- | ------------------------- | ----------------------- | - | -- |  |  |  |  | --- |  |  |  |  | ----- | ---- |
| 1965 | John Willment e DW Racing | Brabham BT10 e Lotus 33 | 9 | 10 |  |  |  |  | Rit |  |  |  |  | 0     |      |

| Legenda | 1º posto     | 2º posto | 3º posto    | A punti         | Senza punti/Non class.  | Grassetto – Pole position Corsivo – Giro più veloce |
| Legenda | Squalificato | Ritirato | Non partito | Non qualificato | Solo prove/Terzo pilota | Grassetto – Pole position Corsivo – Giro più veloce |